# Artèria apendicular
L'artèria apendicular és una artèria que s'origina a l'artèria ileocòlica i que distribueix la sang cap a l'apèndix vermiforme. Es ramifica en les branques del segment proximal per la base de l'apèndix i la branca recurrent ileal. Baixa per darrere de la terminació de l'ili i entra al mesenteri de l'apèndix vermiforme; discorre a prop del marge lliure d'aquest mesenteri i acaba en ramificacions que irriguen l'apèndix.